# Neuca
NEUCA S.A. – spółka notowana na Giełdzie Papierów Wartościowych w Warszawie, zajmująca się dystrybucją wyrobów farmaceutycznych. Jest podmiotem dominującym grupy kapitałowej.
Centrala spółki mieści się przy ul. Fortecznej 35-37 w Toruniu.

## Charakterystyka
Przedsiębiorstwo działa na rynku ochrony zdrowia, podstawową i najważniejszą działalnością jest dystrybucja leków do aptek. NEUCA działa również w innych segmentach rynku zdrowia: produkcji leków, suplementów i kosmetyków pod marką własną, badaniach klinicznych, telemedycynie, rozwiązaniach informatycznych i e-commerce w branży health care.
Jej głównymi akcjonariuszami są Kazimierz Herba, posiadający 22,87% akcji oraz Wiesława Herba, kontrolująca 22,14% akcji.
Spółka od 2004 roku notowana jest na GPW w Warszawie. NEUCA od ponad 16 lat regularnie wypłaca swoim akcjonariuszom dywidendę. Polityka dywidendowa spółki zakłada systematyczny wzrost dywidendy – co roku jej wartość na akcje rośnie o 10-15 proc. Z zysku za 2017 rok na jedną akcje spółka wypłaci 6,40 złotych (z zysku za 2016 r. wypłacono na akcje 5,75 złotych).
Centrala spółki mieści się w Toruniu. Grupa NEUCA posiada 15 magazynów na terenie całej Polski, w tym 5 centralnych, z których 4 są zautomatyzowane.

## Magazyny
Centra logistyczno-magazynowe spółki zlokalizowane są:
- Gdańsk
- Koszalin
- Olsztyn
- Łódź
- Toruń
- Ołtarzew
- Gądki
- Katowice
- Wrocław
- Kielce
- Szczecin (Warzymice)
- Zielona Góra
- Nowy Sącz
- Rzeszów
- Lublin